# Vorderes Schlössle Oberensingen

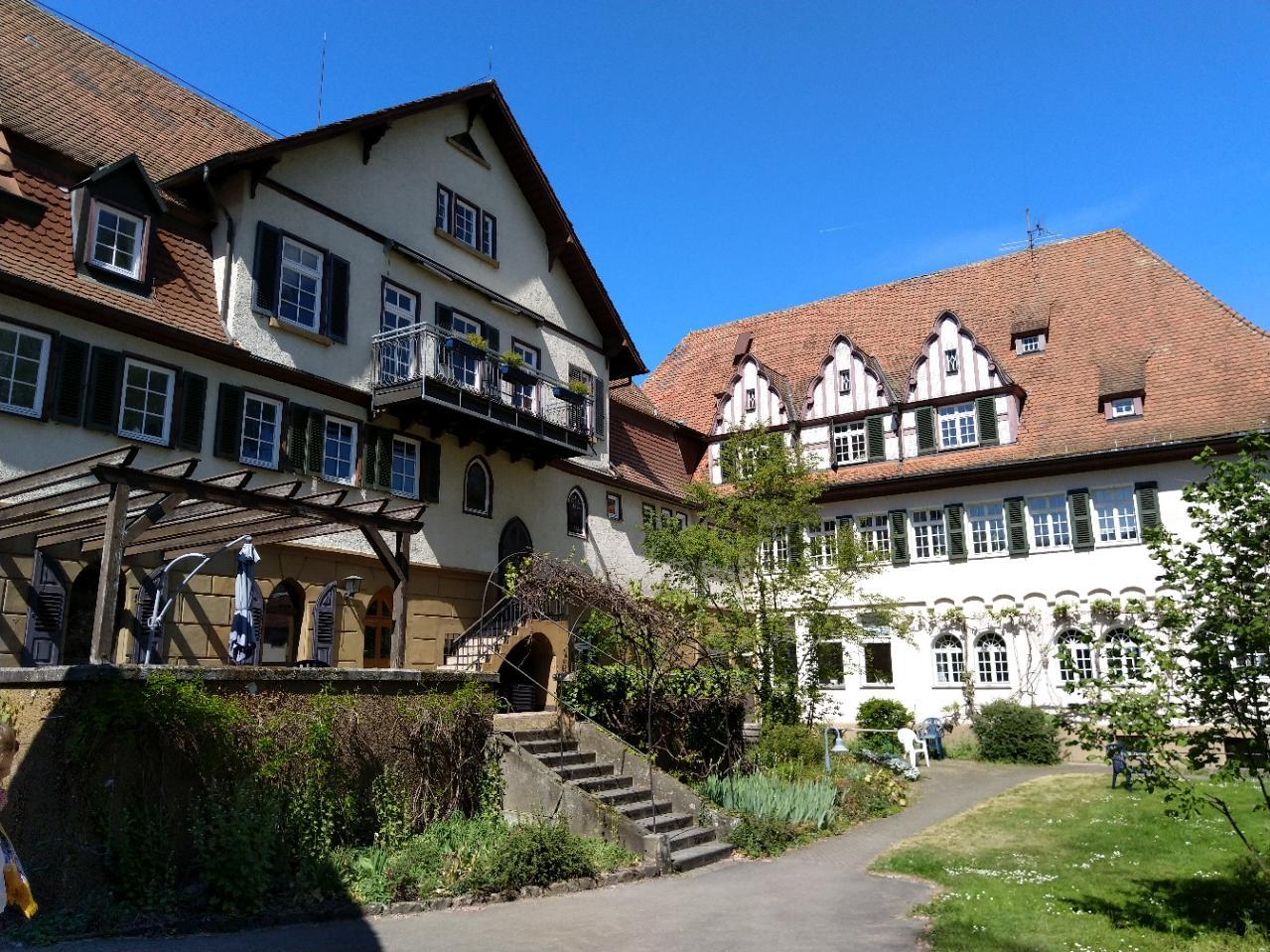
Vorderes Schlössle

Das Vordere Schlössle Oberensingen ist ein ehemaliges Renaissance-Schlösschen in Oberensingen, einem Stadtteil von Nürtingen im baden-württembergischen Landkreis Esslingen. Das dreistöckige, schmucklose Gebäude befindet sich in einem Park in der Ortsmitte, gleich neben der evangelischen Dorfkirche. Es dient heute als Tagesklinik der Samariterstiftung.

## Geschichte
Das Schlösschen wurde von dem württembergischen Hofbaumeister Heinrich Schickhardt (1558–1635) im Jahre 1598 im Stil der Renaissance für Bernhard Moser von Filseck (1569–1619) erbaut, der später Forstmeister in Kirchheim unter Teck wurde.
Die ursprünglich bürgerliche Familie Moser bekleidete im Raum Alt-Württemberg hohe Ämter und konnte im 16. Jahrhundert in den Adel aufgestiegen. Bernhards Großvater Balthasar Moser III. (1487–1552) war württembergischer Vogt in Herrenberg. Sein Vater Balthasar Moser IV. wurde Bürgermeister von Göppingen und herzoglicher Rentkammerrat. 1573 gelang ihm der Aufstieg vom Beamtentum in den Landadel, als er von Kaiser Maximilian II. nobilitiert wurde und sich nach seinem Besitz fortan „Moser von Filseck und Weilerberg“ nennen durfte. Obwohl Moser im selben Jahr Schloss Filseck für 17.000 Gulden an Dietrich von Gemmingen weiterveräußerte, durften seine Nachkommen den Namensbestandteil „von Filseck“ weiter führen.

Im 17. Jahrhundert ging das Schlössle in den Besitz der Familie von Gaisberg über. Gegen Ende des 18. Jahrhunderts erwarben Bürgerliche das Anwesen und wandelten es in ein Privatwohnhaus mit Garten um. Zu Beginn des 20. Jahrhunderts diente es als Wohnheim für Mädchen („Friederikenheim“) und ist seit 1984 eine Tagesklinik. Durch Neu- und Anbauten wurde das Anwesen erheblich verändert.

Bilder
Wappen der Moser v. Filseck
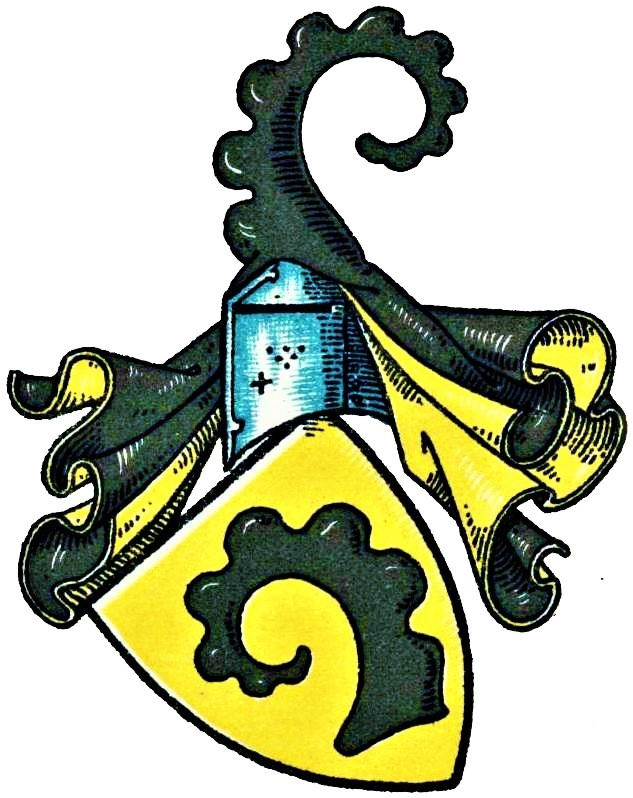
Wappen der Gaisberg
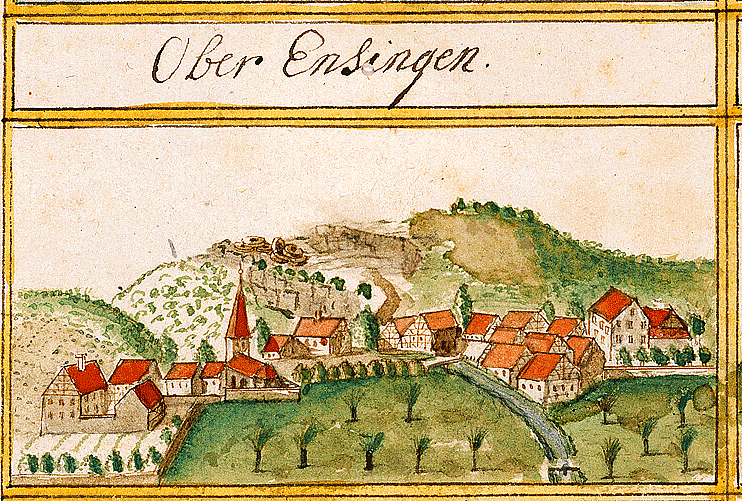
Ansicht des Schlösschens von 1686 (unten links)